# Dellstedt
Dellstedt település Németországban, Schleswig-Holstein tartományban. Lakosainak száma 714 fő (2023. december 31.).

## Népesség
A település népességének változása:
| Lakosok száma | 753  | 751  | 741  | 745  | 703  | 720  | 714  |
|               | 1975 | 2014 | 2017 | 2019 | 2021 | 2022 | 2023 |